# Vijf geciviliseerde stammen

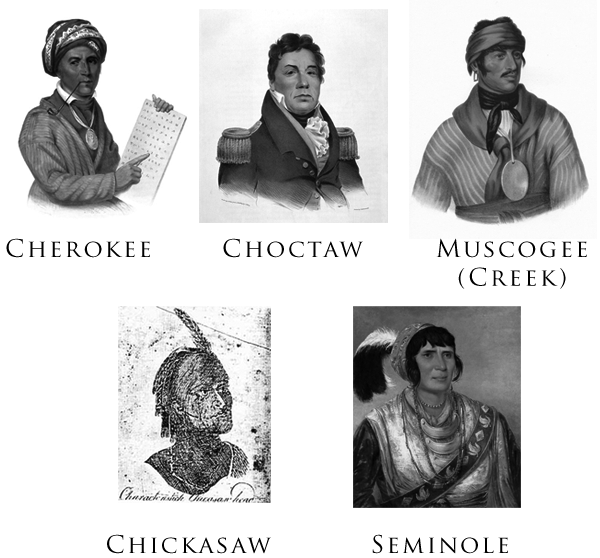
De vijf geciviliseerde stammen

De term vijf geciviliseerde stammen verwijst naar vijf oorspronkelijke Amerikaanse volkeren: de Cherokee, Chickasaw, Choctaw, Muskogi (Creek) en Seminole, die als 'beschaafd' beschouwd werden door de witte gemeenschap omdat ze westerse gewoonten hadden overgenomen (inclusief het bezitten van slaven en plantages) en over het algemeen goede betrekkingen met hun buren hadden. De vijf geciviliseerde stammen leefden in het zuidoosten van de Verenigde Staten voordat ze verplaatst werden naar andere delen van het land, voornamelijk het huidige Oklahoma.
Heden ten dag beschouwen veel inheemse Amerikanen de term vijf geciviliseerde stammen als kleinerend en racistisch. Wanneer er tegenwoordig over deze vijf volken gesproken wordt, gebruikt men soms de term "vijf stammen", om de suggestie te vermijden dat alle andere inheemse volken een stel wilden waren.
De vijf volken werden uit hun leefgebied gehaald en naar het westen van de VS verplaatst in een tijdspanne van enkele tientallen jaren. De bekendste herplaatsing was de dramatische Trail of Tears, waarbij president Martin Van Buren het omstreden verdrag van New Echota in werking stelde om indianenland in het oosten te ruilen tegen land in het westen.
De vijf volken werden tijdens de Amerikaanse Burgeroorlog verdeeld. De Choctaw en Chickasaw vochten voornamelijk aan de kant van de Confederatie, terwijl de Muskogi, Seminole en de Cherokee verdeeld waren tussen de Unie en de Confederatie. De Cherokee vochten hiermee een burgeroorlog binnen hun eigen natie uit tussen degenen die de verschillende kanten steunden.
Toen de volken eenmaal verplaatst waren naar het indianenreservaat, beloofde de regering dat hun land vrij zou zijn van witte bezetters. Sommige pioniers schonden deze overeenkomst, tot de overheid in 1893 de Cherokee Strip opende voor bewoning door buitenstaanders. In 1907 werden de territoria van Oklahoma en het indianenreservaat samengevoegd tot de nieuw staat Oklahoma. Alle vijf volken zijn daar tegenwoordig ruim vertegenwoordigd.